# ウイングス・オーヴァー・アメリカ
『ウイングス・オーヴァー・アメリカ』（英語: Wings Over America）は、1976年に発表されたウイングスのライブ・アルバム。3枚組LPとして発売された。1976年3月〜5月のウイングスのアメリカ・ツアーの模様を収録している。全米1位、全英8位。

## 解説
1975年9月、イギリスからワールド・ツアーを開始させたウイングスは、11月のオーストラリア・ツアー、1976年3月のヨーロッパ・ツアーを経て、同年5月、『ウイングス・オーヴァー・アメリカ』と題された、大規模なアメリカ・ツアーを行った。5月3日のテキサス・フォートワース公演から始まったこのツアーは6月23日のロサンゼルス公演で幕を降ろすまで、26都市で31公演を行い、6月10日のシアトル・キングドーム公演では6万7000人を動員して屋内観客動員記録を樹立、ツアー全体では約60万人を動員するなど、大きな成功を収めることとなった。
本アルバムはそのアメリカ公演の音源の中からベスト・テイクを編集したもので、ビートルズ・ナンバー5曲を含めた全28曲が、LP3枚組(CDでは2枚組)のヴォリュームで収録されている。日本で限定発売された『紙ジャケCD』盤ではオリジナルを再現し、CD3枚組で発売された。日本では『ウイングス U.S.A. ライヴ!!』の邦題で発売されたが、現在はオリジナル・タイトルでリリースされている。

## 収録曲

### CD1

#### アナログA面(アナログDisc 1)
1. メドレー:ヴィーナス・アンド・マース/ロック・ショー/ジェット - Venus and Mars/Rock Show/Jet
2. レット・ミー・ロール・イット - Let Me Roll It
3. 遥か昔のエジプト精神 - Spirits of Ancient Egypt
4. メディシン・ジャー - Medicine Jar

#### アナログB面(アナログDisc 1)
1. メイビー・アイム・アメイズド - Maybe I'm Amazed
2. コール・ミー・バック・アゲイン - Call Me Back Again
3. レディ・マドンナ - Lady Madonna
4. ザ・ロング・アンド・ワインディング・ロード - The Long and Winding Road
5. 007死ぬのは奴らだ - Live and Let Die

#### アナログC面(アナログDisc 2)
1. ピカソの遺言 - Picasso's Last Words (Drink To Me)
2. リチャード・コーリー - Richard Cory
3. ブルーバード - Bluebird
4. 夢の人 - I've Just Seen a Face
5. ブラックバード - Blackbird
6. イエスタデイ - Yesterday

### CD2

#### アナログD面(アナログDisc 2)
1. 幸せのアンサー - You Gave Me the Answer
2. 磁石屋とチタン男 - Magneto and Titanium Man
3. ゴー・ナウ - Go Now
4. マイ・ラヴ - My Love
5. あの娘におせっかい - Listen to What the Man Said

#### アナログE面(アナログDisc 3)
1. 幸せのノック - Let 'Em In
2. やすらぎの時 - Time to Hide
3. 心のラヴ・ソング - Silly Love Songs
4. 愛の証 - Beware My Love

#### アナログF面(アナログDisc 3)
1. ワインカラーの少女 - Letting Go
2. バンド・オン・ザ・ラン - Band on the Run
3. ハイ・ハイ・ハイ - Hi Hi Hi
4. ソイリー - Soily

## 演奏者
ウイングス
- ポール・マッカートニー: Bass guitar, guitar, piano, keyboards, vocals.
- リンダ・マッカートニー: Keyboards, percussion, piano.
- デニー・レイン: Guitars, bass guitar, piano, keyboards, percussion, harmonica, vocals.
- ジミー・マカロック: Guitars, bass guitar, vocals.
- ジョー・イングリッシュ: Drums, percussion.

ホーン・セクション
- トニー・ドーシー: Trombone, percussion.
- ハウイー・ケーシー: Saxophone, percussion.
- スティーヴ・ハワード: Trumpet, flugelhorn, percussion.
- タデアス・リチャード: Saxophone, clarinet, flute, percussion.